# Diócesis de Zacatecas
La diócesis de Zacatecas (en latín: Dioecesis Zacatecensis) es una circunscripción eclesiástica de la Iglesia católica en México. Se trata de una diócesis latina, sufragánea de la arquidiócesis de San Luis Potosí. Desde el 2 de octubre de 2012 su obispo es Sigifredo Noriega Barceló.

## Territorio y organización
La diócesis tiene 59 015 km² y extiende su jurisdicción sobre los fieles católicos de rito latino residentes en 48 municipios del estado de Zacatecas y en los municipios de: Huejuquilla El Alto, Mezquitic, Huejúcar, Santa María de los Ángeles, Colotlán en el estado de Jalisco. Pertenece además a la diócesis la localidad de El Barril en el municipio de Villa de Ramos en el estado de estado de San Luis Potosí. Pertenece a la zona pastoral de Occidente.
La sede de la diócesis se encuentra en la ciudad de Zacatecas, en donde se halla la Catedral basílica de la Asunción de María.
En 2020 en la diócesis existían 112 parroquias y cuasiparroquias agrupadas en 16 decanatos y estos en 6 áreas pastorales.

## Historia
La diócesis fue erigida el 26 de enero de 1863 con la bula Ad Universam Agri Dominici del papa Pío IX, obteniendo el territorio de la diócesis de Guadalajara, que fue elevada simultáneamente a arquidiócesis de Guadalajara, y en una pequeña parte de la diócesis de San Luis Potosí (hoy arquidiócesis). Originalmente la diócesis de Zacatecas era sufragánea de la arquidiócesis de Guadalajara. El arzobispo de Guadalajara, Pedro Espinosa y Dávalos, especialmente delegado por el papa, ejecutó la bula de erección con decreto promulgado en Guadalajara en mayo de 1864 y ejecutado el 5 de junio de ese año por el subdelegado José de Jesús Ortiz y Vargas. El 12 de junio de 1864 tomó posesión como primer obispo Ignacio Mateo Guerra y Alba.
El 13 de enero de 1962 cedió una porción del territorio para la erección de la prelatura territorial de Jesús María, el Nayar mediante la bula Venerabilis Frater del papa Juan XXIII.
El 25 de noviembre de 2006 pasó a formar parte de la provincia eclesiástica de la arquidiócesis de San Luis Potosí.

## Estadísticas
Según el Anuario Pontificio 2021 la diócesis tenía a fines de 2020 un total de 1 157 600 fieles bautizados.
| Año                                                                             | Población            | Población | Población      | Sacerdotes | Sacerdotes    | Sacerdotes    | Bautizados por sacerdote | Diáconos permanentes | Religiosos | Religiosos | Parroquias |
| Año                                                                             | Bautizados católicos | Total     | % de católicos | Total      | Clero secular | Clero regular | Bautizados por sacerdote | Diáconos permanentes | Varones    | Mujeres    | Parroquias |
| ------------------------------------------------------------------------------- | -------------------- | --------- | -------------- | ---------- | ------------- | ------------- | ------------------------ | -------------------- | ---------- | ---------- | ---------- |
| 1950                                                                            | 557 000              | 561 521   | 99.2           | 120        | 119           | 1             | 4641                     |                      |            |            | 55         |
| 1965                                                                            | 616 151              | 620 151   | 99.4           | 224        | 220           | 4             | 2750                     |                      | 4          | 348        | 45         |
| 1968                                                                            | 616 151              | 620 151   | 99.4           | 205        | 201           | 4             | 3005                     |                      | 18         | 380        | 52         |
| 1976                                                                            | 829 717              | 846 650   | 98.0           | 186        | 183           | 3             | 4460                     |                      | 23         | 310        | 90         |
| 1980                                                                            | 874 000              | 919 000   | 95.1           | 184        | 180           | 4             | 4750                     |                      | 8          | 348        | 86         |
| 1990                                                                            | 1 300 000            | 1 400 000 | 92.9           | 180        | 176           | 4             | 7222                     |                      | 8          | 350        | 97         |
| 1999                                                                            | 1 040 783            | 1 085 000 | 95.9           | 176        | 171           | 5             | 5913                     |                      | 7          | 399        | 97         |
| 2000                                                                            | 1 150 000            | 1 200 000 | 95.8           | 188        | 183           | 5             | 6117                     |                      | 26         | 390        | 97         |
| 2001                                                                            | 1 200 000            | 1 300 000 | 92.3           | 192        | 187           | 5             | 6250                     |                      | 32         | 403        | 97         |
| 2002                                                                            | 1 300 000            | 1 350 000 | 96.3           | 195        | 190           | 5             | 6666                     |                      | 26         | 380        | 101        |
| 2003                                                                            | 1 300 000            | 1 350 000 | 96.3           | 193        | 188           | 5             | 6735                     |                      | 27         | 380        | 103        |
| 2004                                                                            | 1 300 000            | 1 350 000 | 96.3           | 198        | 191           | 7             | 6565                     |                      | 17         | 375        | 104        |
| 2008                                                                            | 1 124 000            | 1 380 000 | 81.4           | 208        | 201           | 7             | 5403                     |                      | 30         | 407        | 108        |
| 2014                                                                            | 1 182 000            | 1 445 000 | 81.8           | 233        | 223           | 10            | 5072                     |                      | 13         | 413        | 109        |
| 2017                                                                            | 1 123 874            | 1 183 026 | 95.0           | 243        | 233           | 10            | 4624                     |                      | 14         | 429        | 110        |
| 2020                                                                            | 1 157 600            | 1 218 800 | 95.0           | 241        | 232           | 9             | 4803                     |                      | 12         | 363        | 112        |
| Fuente: Catholic-Hierarchy, que a su vez toma los datos del Anuario Pontificio. |                      |           |                |            |               |               |                          |                      |            |            |            |

El Seminario Mayor tiene 95 alumnos. Los estudiantes de preparatoria en el Menor son 28; además de los seminaristas menores en familia, que son atendidos por el equipo de promoción vocacional. 
Las religiosas de vida contemplativa tienen cuatro órdenes, y las de vida activa son 14 familias religiosas. Hay 29 colegios católicos y 3 centros de evangelización. Posee 2 hospitales, 3 asilos de ancianos y 2 centros de formación para agentes de pastoral. Los laicos se agrupan en 15 diversos movimientos, grupos y asociaciones.

## Episcopologio
- Ignacio Mateo Guerra y Alba † (19 de marzo de 1863-7 de junio de 1871 falleció)
- José María del Refugio Guerra y Alva † (29 de julio de 1872-1888 nombrado obispo de Tlaxcala)
- Buenaventura del Sagrado Corazón de María Portillo y Tejada, O.F.M. † (27 de mayo de 1888-19 de junio de 1899 falleció)
- José Guadalupe de Jesús de Alba y Franco, O.F.M. † (14 de diciembre de 1899-11 de julio de 1910 falleció)
- Miguel María de la Mora y Mora † (9 de febrero de 1911-24 de febrero de 1922 nombrado obispo de San Luis Potosí)
- Ignacio Placencia y Moreira † (27 de octubre de 1922-5 de diciembre de 1951 falleció)
- Francisco Javier Nuño y Guerrero † (5 de diciembre de 1951 por sucesión-18 de diciembre de 1954 nombrado arzobispo coadjutor de Guadalajara[nota 1])
- Antonio López Aviña † (21 de junio de 1955-14 de diciembre de 1961 nombrado arzobispo de Durango)
- Adalberto Almeida y Merino † (14 de abril de 1962-24 de agosto de 1969 nombrado arzobispo de Chihuahua)
- José Pablo Rovalo Azcué, S.M. † (18 de mayo de 1970-15 de julio de 1972 renunció)
- Rafael Muñoz Núñez † (20 de julio de 1972-1 de junio de 1984 nombrado obispo de Aguascalientes)
- Javier Lozano Barragán † (28 de octubre de 1984-31 de octubre de 1996 renunció)
  - Sede vacante (1996-1999)
- Fernando Mario Chávez Ruvalcaba † (20 de enero de 1999-8 de octubre de 2008 retirado)
- Jesús Carlos Cabrero Romero (8 de octubre de 2008-3 de abril de 2012 nombrado arzobispo de San Luis Potosí)
- Sigifredo Noriega Barceló, desde el 2 de octubre de 2012